# Lubuk Pabrik
Lubuk Pabrik is een bestuurslaag in het regentschap Bangka Tengah van de provincie Bangka-Belitung, Indonesië. Lubuk Pabrik telt 3543 inwoners (volkstelling 2010).